# Johan II van Gemen

Johan II van Gemen ( ....-1458 ) was heer van Gemen, Oeding, Grebben, Pelland, Dukenburg en pandheer van de heerlijkheid Bredevoort.

## Biografie
Hij werd in 1380 in Gemen geboren als zoon van Hendrik III van Gemen en Catharina van Bronckhorst. Hij trouwde met Oda van Horn. Zij kregen samen vijf kinderen:
- Katherina
- Johanna, huwde op 31 oktober 1447 met Johan I van Nassau-Beilstein
- Willem
- Johan III
- Hendrik IV van Gemen, die de opvolger van zijn vader werd.